# Plebicula sheljuzhkoiana
Plebicula sheljuzhkoiana är en fjärilsart som beskrevs av Obraztsov 1936. Plebicula sheljuzhkoiana ingår i släktet Plebicula och familjen juvelvingar. Inga underarter finns listade i Catalogue of Life.